# Beopjusa
Beopjusa (tiếng Hàn Quốc: 법주사, chữ Hán: 法住寺 - Pháp Trụ tự) là một đền thờ đầu của Tông phái Tào Khê của Phật giáo Hàn Quốc. Nó nằm trên sườn núi Songnisan thuộc vườn quốc gia Songnisan, Naesongni-myeon, Boeun, Chungcheong Bắc, Hàn Quốc. Nó được xây dựng vào năm 553 bởi nhà sư Uisin triều đại Tân La. Lịch sử của nó gắn liền với Pháp Tướng tông và thờ Phật Di-lặc.

## Lịch sử
Người sáng lập ra ngôi đền đặt tên cho nó là Pháp Trụ (có nghĩa là "Nơi ở của Pháp") bởi vì ngôi chùa là nơi có một số Kinh Phật của Ấn Độ ông mang về lưu giữ tại đó. Đền thờ có 60 tòa nhà với 70 nhà ở, trong đó bao gồm đại sảnh bằng gỗ cao nhất Hàn Quốc, Bát Tướng điện.  Giống như hầu hết các tòa nhà khác, công trình này đã từng bị đốt cháy trong Cuộc xâm lược Triều Tiên của Nhật Bản. Nó được xây dựng lại năm 1624.
Trong triều đại Cao Ly, ngôi đền này được cho là có tới 3.000 nhà sư. Một số cơ sở từ thời kỳ này vẫn còn tại đền thờ, bao gồm một bể chứa nước và nồi sắt để phục vụ việc nấu thức ăn và nước cho hàng ngàn nhà sư. Nó tiếp tục đóng một vai trò quan trọng trong các thế kỷ tiếp theo, nhưng đã giảm xuống khi Phật giáo dần suy giảm dưới thời nhà Triều Tiên. Nhà sáng lập triều đại Triều Tiên là vua Thái Tổ được cho là đã nghỉ ngơi tại một địa điểm gần Pháp Trụ tự sau khi mệt mỏi với những cuộc chiến của con trai ông.

## Tài sản văn hóa
Đền thờ sở hữu 3 kho báu quốc gia, 12 kho báu khác, 21 di sản văn hóa vật thể của Chungcheongbuk, 1 tài liệu di sản văn hóa. Ngoài ra, bản thân đền thờ cũng là một Địa điểm Lịch sử Quốc gia (số 503), thắng cảnh quốc gia (số 61) và có 2 di tích tự nhiên. Tại đây có đại sảnh bằng gỗ duy nhất ở Hàn Quốc bảo tồn được hình dạng ban đầu của nó, là Bát Tướng điện (Kho báu quốc gia số 55). Ban đầu có hai cấu trúc như vậy ở Hàn Quốc, nhưng khi đại sảnh chính tại chùa Song Phong tự bị đốt cháy vào năm 1984, Bát Tướng điện trở thành đại sảnh gỗ duy nhất còn sót lại được chỉ định là di sản văn hóa.
Một số tài sản đáng chú ý khác bao gồm Biểu đồ thiên thể với 300 chòm sao và 3.083 ngôi sao, một di sản văn hóa không liên quan trực tiếp đến Phật giáo hay Bình đá, một tác phẩm điêu khắc đá có hình dạng của một nồi đất, một phần bị chôn trong lòng đất. Các chuyên gia di sản văn hóa chưa biết rõ về mục đích của bình đá này nhưng truyền thuyết nói rằng nó được sử dụng để đựng kim-chi, một món ăn truyền thống của người Hàn Quốc.
Ngôi chùa được Lý Tiểu Long chọn làm bối cảnh ban đầu của bộ phim Tử vong du hý với 5 tầng của Bát Tướng điện là 5 môn phái võ khác nhau. Lý Tiểu Long đã qua đời trước khi bộ phim được hoàn thành và kịch bản sau đó đã được thay đổi.

## Hình ảnh

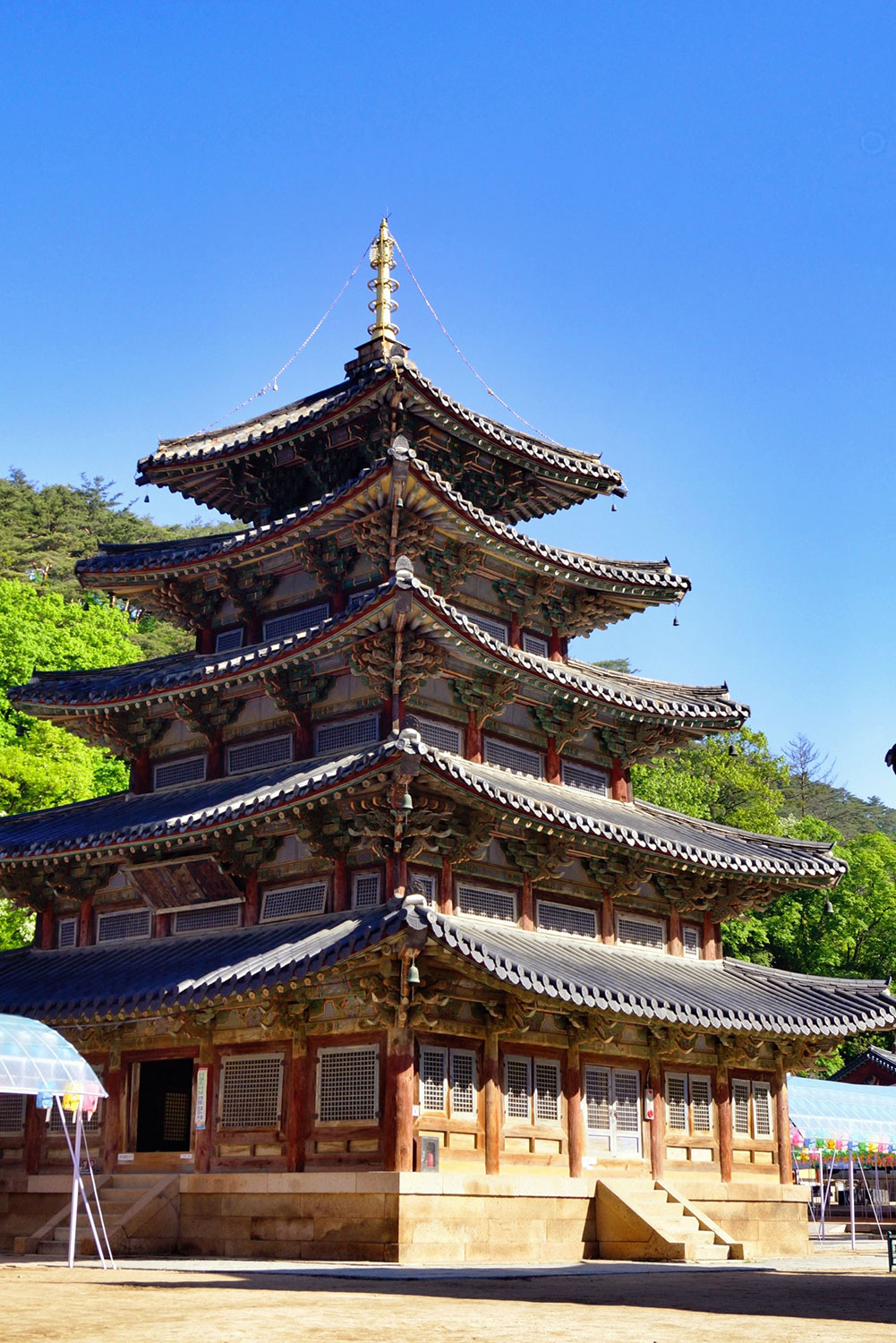
Bát Tướng điện (Báu vật quốc gia số 55) được cho là đại sảnh lâu đời nhất và cao nhất ở Hàn Quốc
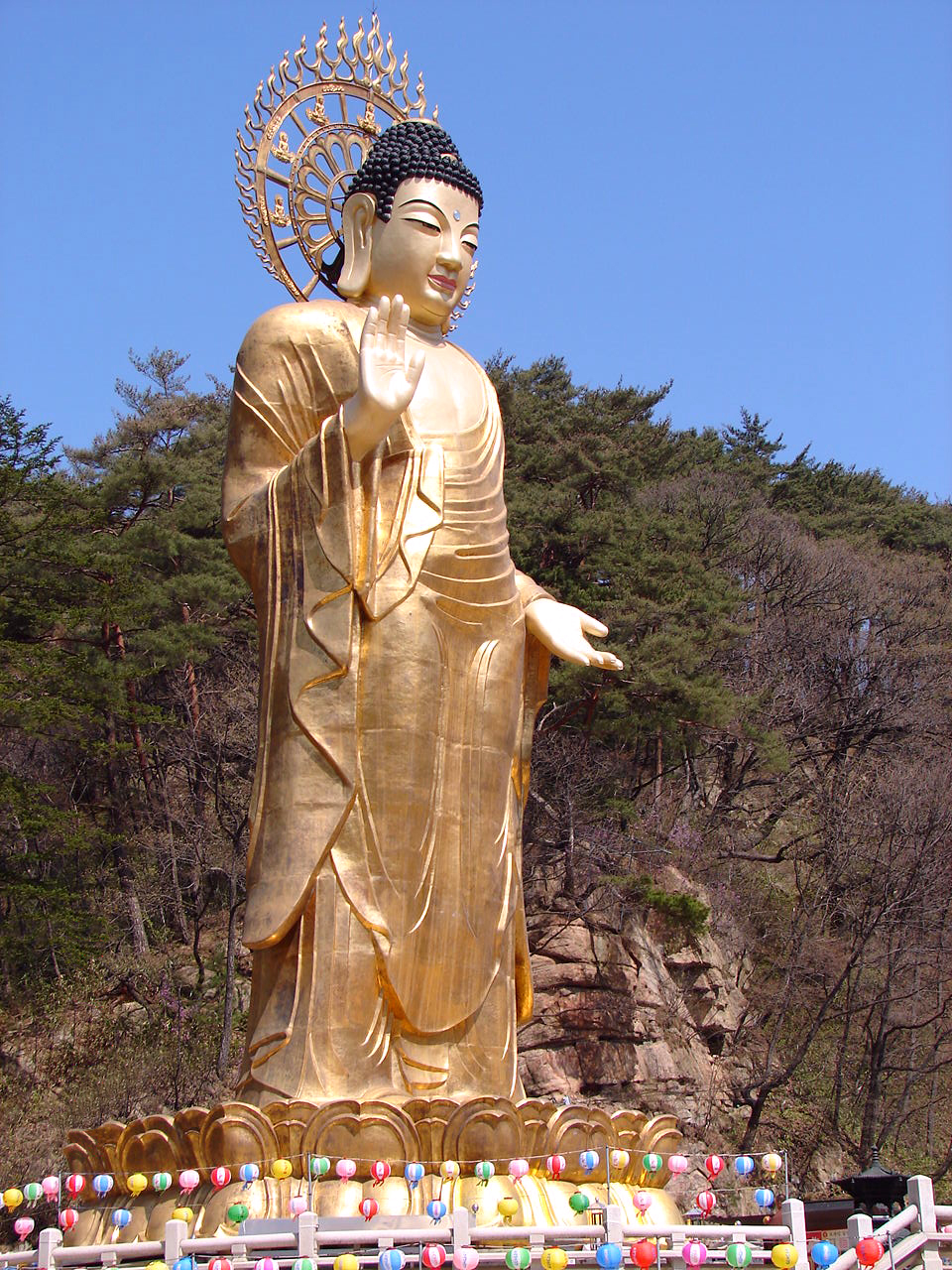
Tượng Di Lặc vàng ở Pháp Trụ tự
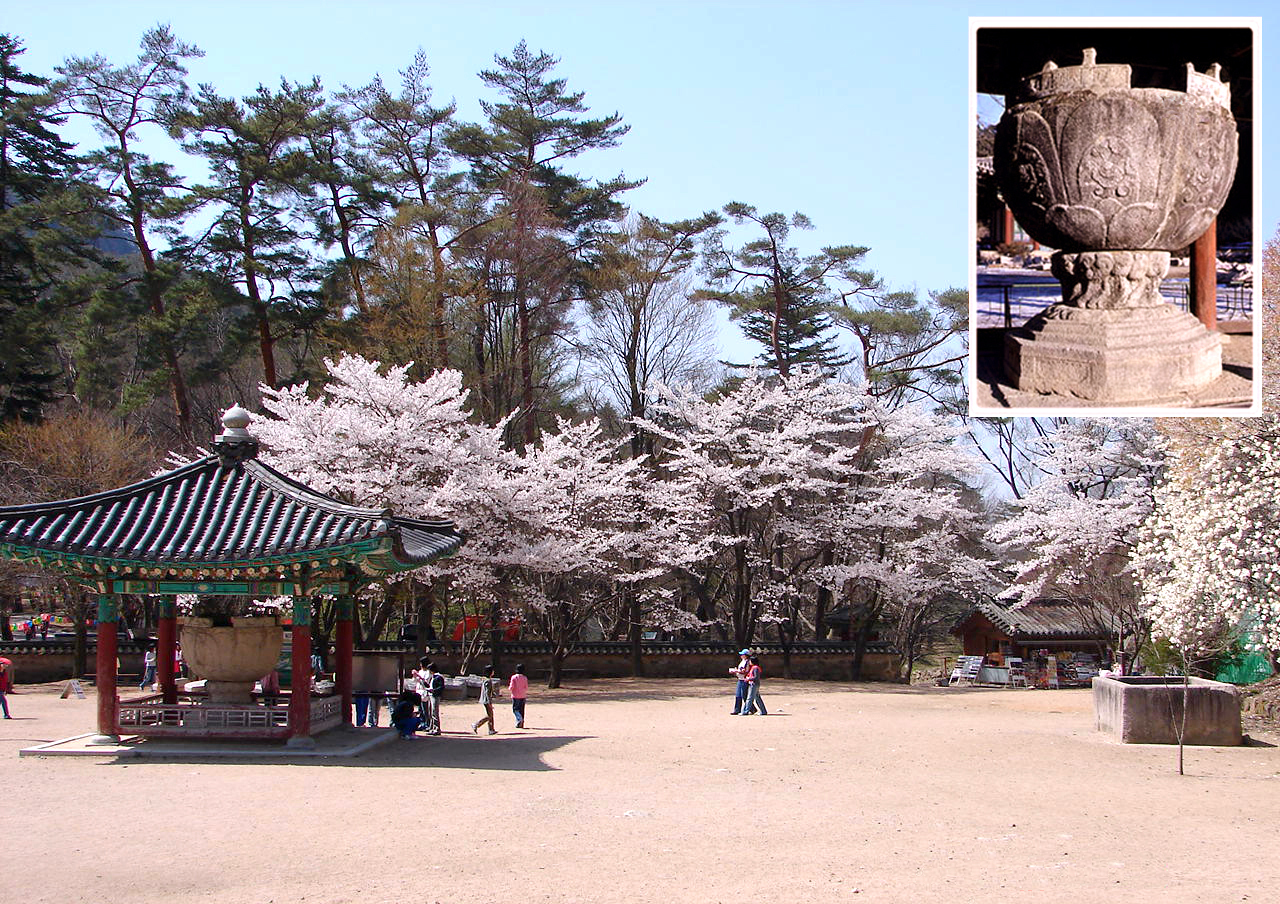
Seogyeonji (Báu vật quốc gia số 64)
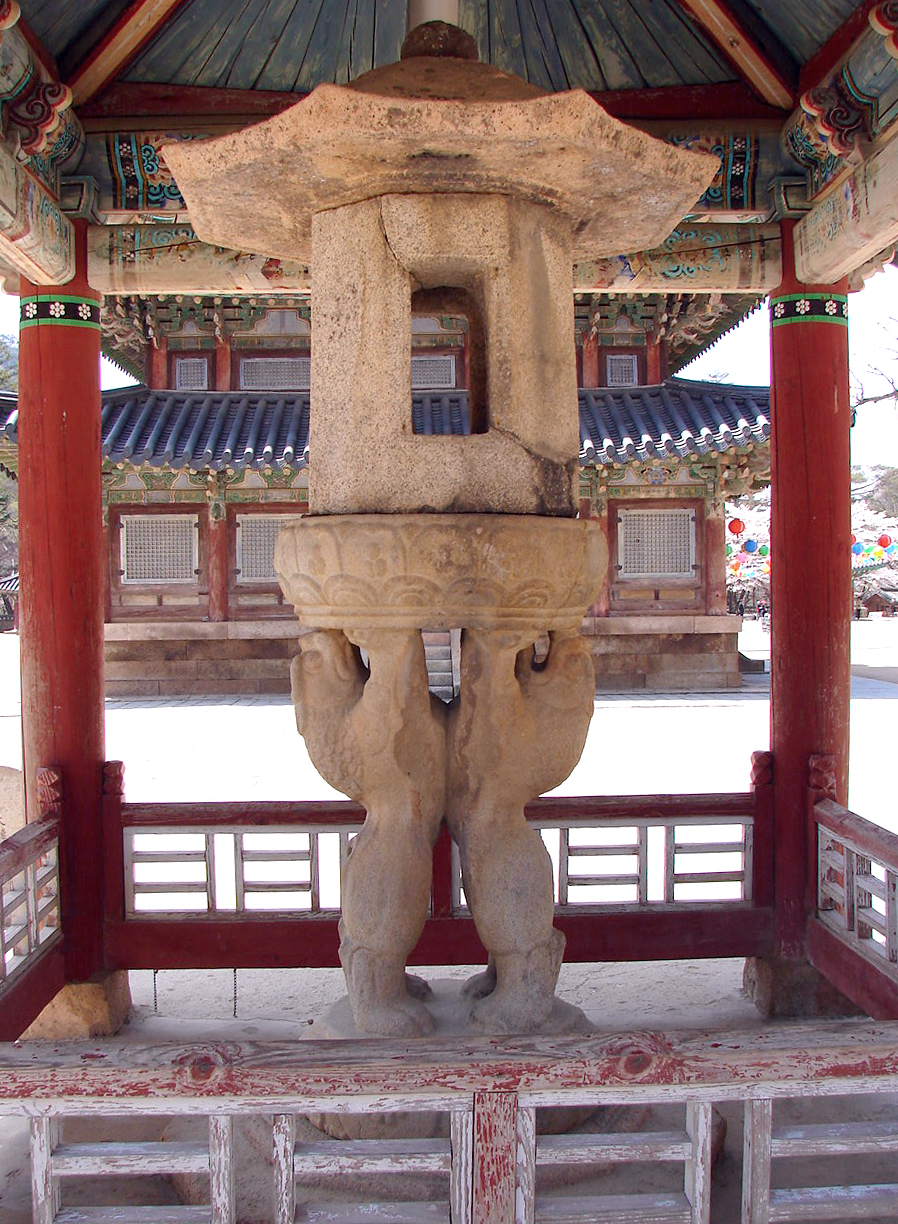
Ssangsajaseokdeung (Báu vật quốc gia số 5) là Đèn đá Hai sư tử.
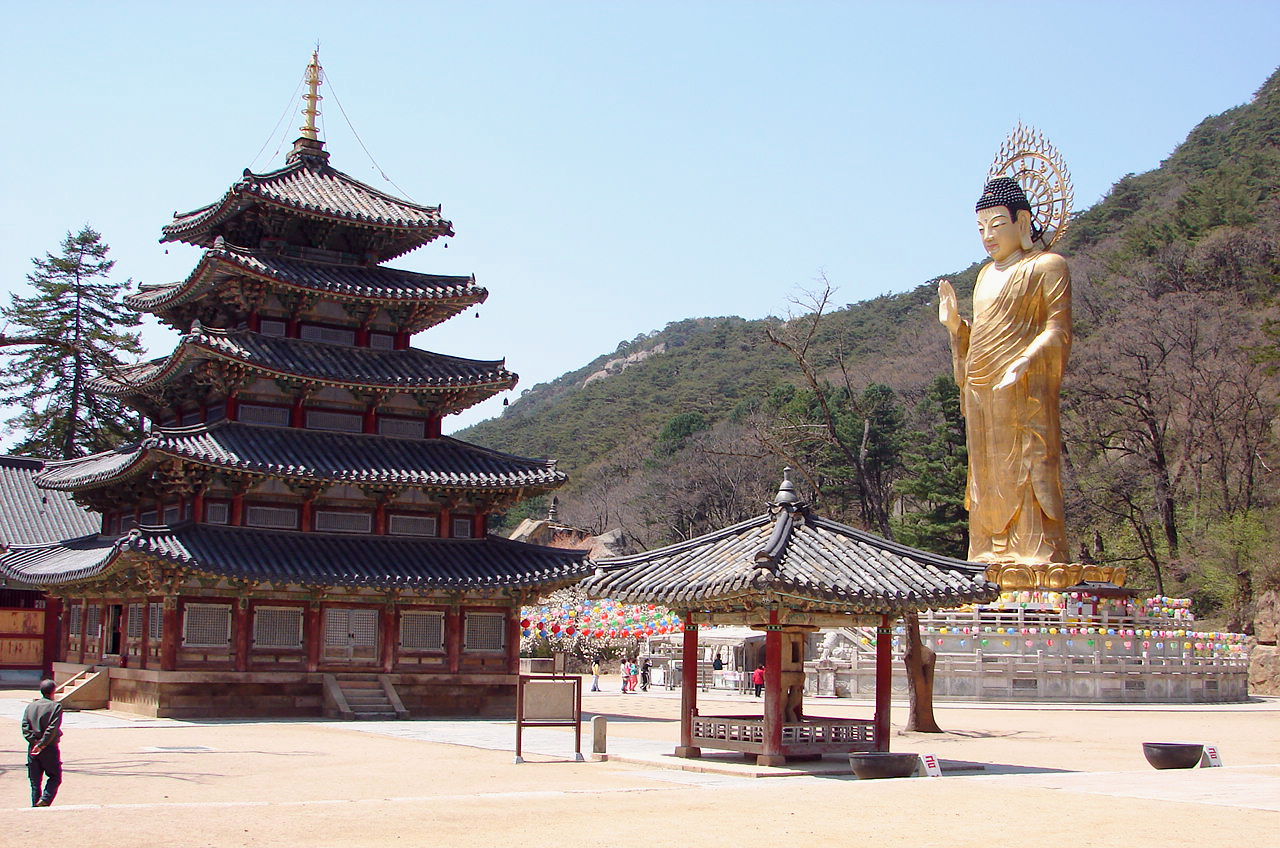
Cảnh quan đền với đại sảnh Bát Tướng điện
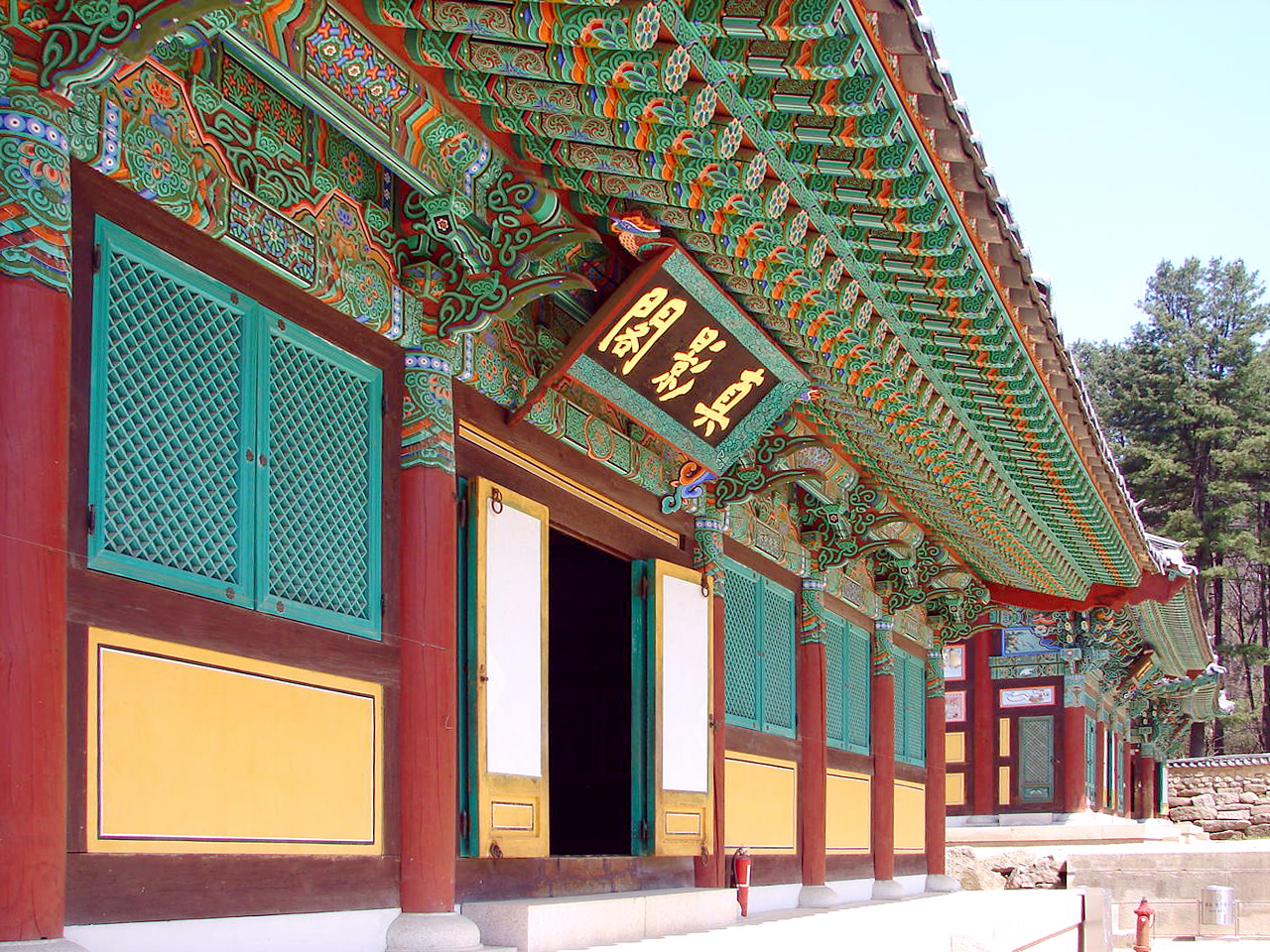
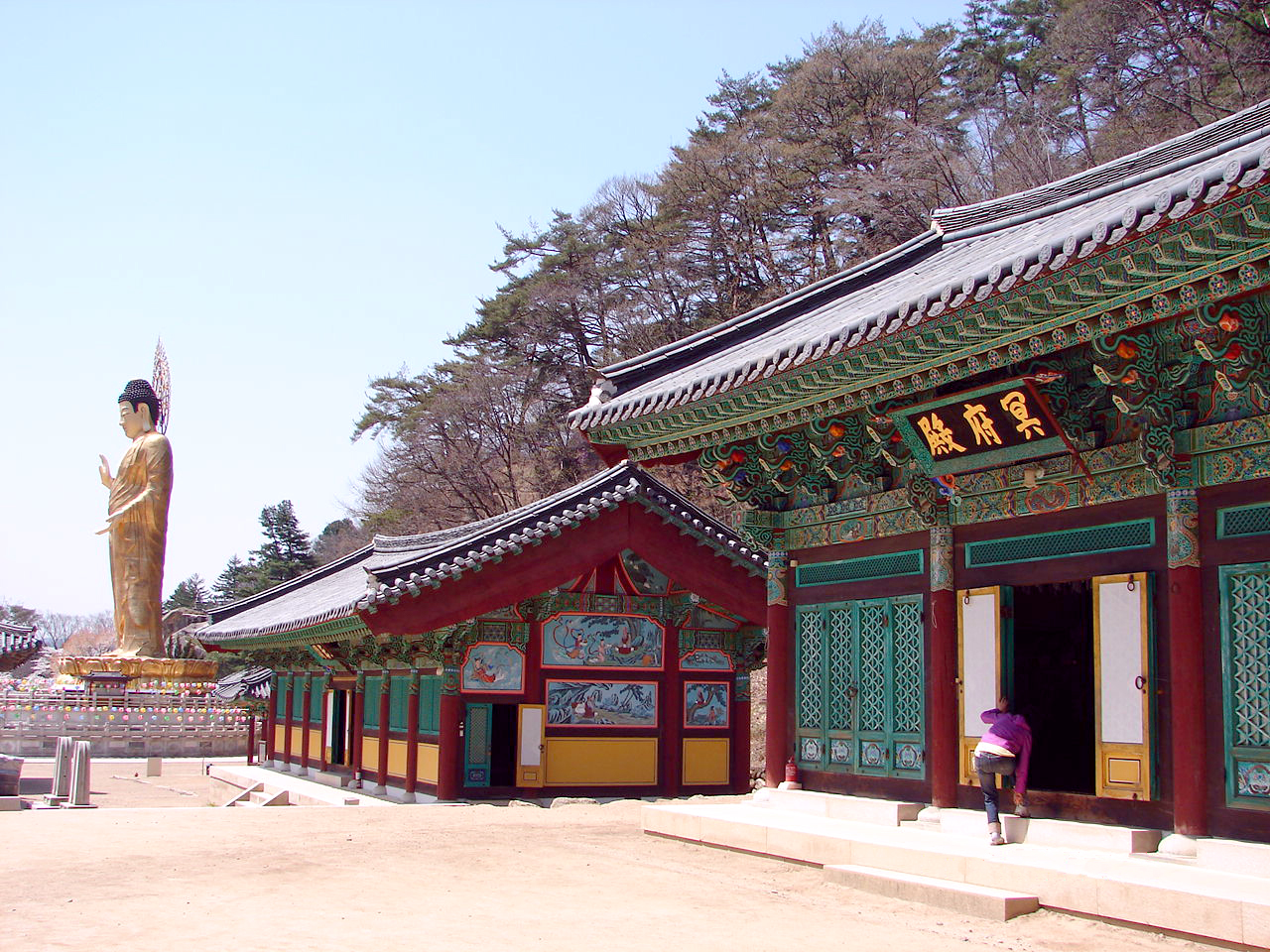
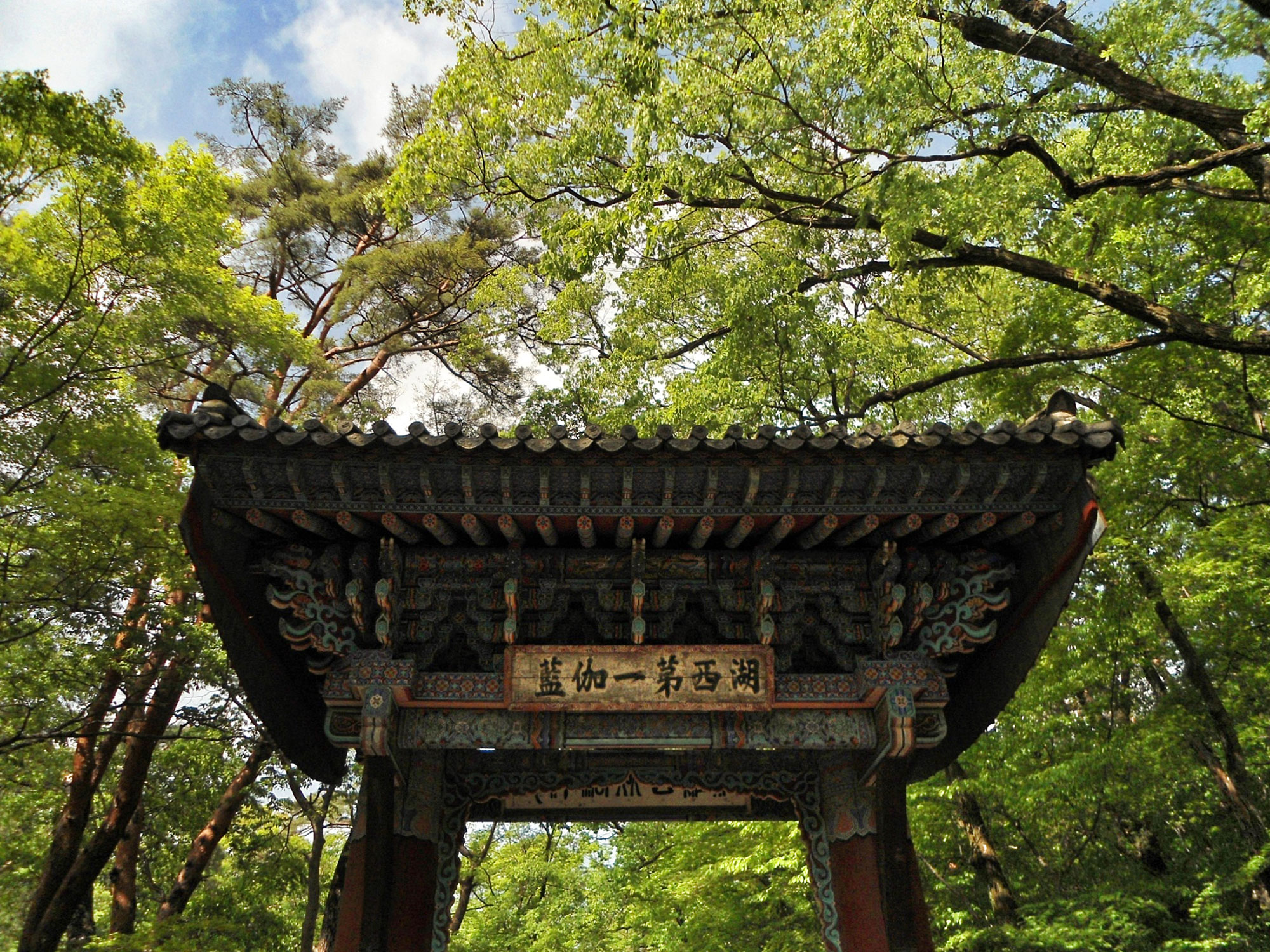
Cổng vào sân